# Laszlovszky József (történész)
Laszlovszky József (Budapest, 1958. november 20. –) magyar középkorkutató, történész, régész. A történelemtudományok kandidátusa (1991). Laszlovszky József (1923–2014) gyógyszerész fia.

## Életpályája
1978–1983 között az Eötvös Loránd Tudományegyetem Bölcsészettudományi Kar történelem-régészet szakos hallgatója volt. 1983–1986 között tudományos továbbképzési ösztöndíjas volt. 1986–1987 között az Oxfordi Egyetemen tanult. 1986–1988 között az Eötvös Loránd Tudományegyetem Bölcsészettudományi Kar régészeti tanszékén tanársegéd volt. 1988–1992 között a középkori és kora újkori régészeti tanszék adjunktusa, 1992-től docense, 1993–1999 között tanszékvezetője volt. 1995-től a Közép-európai Egyetem középkori tanulmányok tanszékén docens, 2000-től tanszékvezető.
Kutatási területe a középkori régészet, az anyagi kultúra, a szerzetesség és a kolostori kultúra valamint a tájrégészet.

## Művei
- Monostorossáp, egy Tisza menti középkori falu (Rácz Miklóssal, 2005)[3]
- Magyarország és a keresztes hadjáratok (társszerző, 2006)
- Bárány Attila–Laszlovszky József–Papp Zsuzsanna: Angol-magyar kapcsolatok a középkorban, 1-2.; Attraktor, Máriabesnyő, 2008–2011